# Asia Pacific FDI Network
 (mars 2023).
Le Réseau d'investissement direct étranger en Asie-Pacifique (ou Asia Pacific FDI Network ; APFN pour l’acronyme anglais) est une organisation active dans la région Asie-Pacifique. Sa mission est de promouvoir et de soutenir la pratique de l'investissement direct étranger (IDE). 
L’APFN réunit des responsables gouvernementaux, des universitaires, des dirigeants d'entreprises et d'autres professionnels pour qu'ils partagent leurs connaissances, établissent des relations et collaborent à des initiatives visant à améliorer le climat pour les investissements dans la région. L’APFN organise une conférence annuelle et effectue des recherches pour fournir des informations et des idées précieuses qui peuvent être utilisées pour aider à rendre l'environnement dans lequel les investissements sont réalisés dans la région plus attractif. Ces informations et ces idées peuvent être utilisées pour rendre l'environnement plus favorable aux investissements.

## Institution
En 2010, l’APFN a été fondé dans le but d'établir un environnement plus ouvert et plus favorable à l'investissement étranger dans la région Asie-Pacifique. Cet objectif doit être accompli par la facilitation des conversations et des collaborations entre les nombreux intervenants, ainsi que par la fourniture d'informations, de recherches et de recommandations de politiques aux gouvernements et à d'autres décideurs importants.

## Gouvernance
Le Président de l’AFPN est Julien Chaisse. L'Exécutif Secrétariat et le Conseil d'administration de l'organisation sont sous sa gestion. Il est aussi le Président du Conseil d'administration. Les membres de l'organisation l'ont réélu en 2022 pour occuper ce poste pour un mandat de sept ans, pendant lequel il préside les réunions de l’AFPN et veille à ce que ses opérations soient menées de manière organisée et efficace. Pendant ce temps, il sera également responsable de veiller à ce que les membres de l’AFPN remplissent leurs responsabilités.
Un Conseil exécutif, composé de directeurs élus par les membres pour des mandats de trois ans chacun, est chargé de la gouvernance du Réseau d'investissement direct étranger en Asie-Pacifique. Les membres du Conseil exécutif sont Manjiao Chi (Chine), Yulia Levashova (Russie/Pays-Bas), Arpita Mukherjee (Inde), Jaemin Lee (Corée), Intan Murnira Ramli (Malaisie), Georgios Dimitropoulos (Qatar/Grèce) et Cristian Rodriguez Chiffelle (Chili/États-Unis).
Le Conseil consultatif fournit au Conseil exécutif des recommandations stratégiques, et le Conseil exécutif s'efforce de mettre en œuvre ces conseils. Le Conseil est chargé de formuler des politiques pour la gouvernance, les opérations et la gestion de l'institution, et il est également chargé de surveiller les fonctions annexes de l'institution, telles que l'évaluation et l'approbation des budgets pour le Réseau et le Forum et la surveillance de la surveillance générale du Réseau et du Forum. Ces responsabilités relèvent de la compétence du Conseil.

## Événements
L’APFN tient une conférence annuelle appelée le « Forum de l'IDE de l'Asie-Pacifique » (ou « Asia Pacific FDI Forum » en anglais), qui est l'un de ses événements les plus importants. Lors de cette conférence, des professionnels du monde entier se réunissent pour discuter des dernières avancées et tendances de l'investissement direct étranger dans la région de l'Asie-Pacifique. La conférence sert de plateforme pour que les responsables gouvernementaux, les dirigeants d'entreprise et les universitaires expriment leurs perspectives et participent à un échange libre d'idées sur la façon de rendre l'environnement disponible pour l'investissement plus attrayant.
L’APFN est une organisation qui, en plus de tenir une conférence annuelle, travaille à produire des réflexions sur une grande variété de questions liées à l'investissement direct étranger dans la région de l'Asie-Pacifique et des rapports sur ces résultats. Ces événements (comme « The modernisation of the Energy Charter Treaty: Substantial and procedural implications for the IA regime », « Globalization and Digitalization: Interconnections between Taxation, Trade and Investment », etc.) et documents assistent les gouvernements, les entreprises et les autres parties prenantes visant à améliorer l'environnement d'investissement dans la région Asie-Pacifique.
En outre, l’APFN collabore étroitement avec d'autres organisations et institutions, telles que la Conférence des Nations unies sur le commerce et le développement (CNUCED), la Banque mondiale et la Banque asiatique de développement (ADB), pour promouvoir l'investissement direct étranger dans la région Asie-Pacifique.